# Kolding IF
El Kolding IF Håndbold es un equipo de balonmano de la localidad danesa de Kolding. Se fusionó con el AG København para formar el KIF København.

## Palmarés
- Ligas danesas:
  - Campeón (12): 1987, 1988, 1990, 1991, 1993, 1994, 2001, 2002, 2003, 2005, 2006, 2009
  - Subcampeón (4): 1995, 1999, 2004, 2010
- Copas de Dinamarca:
  - Campeón (8): 1989, 1993, 1998, 2001, 2004, 2006, 2007, 2013

## Plantilla 2024-25
|  | Porteros - 01 Emil Tellerup - 12 Josip Cavar Extremos izquierdos - 04 Lars Skaarup - 22 Frederik Bay Extremos derechos - 27 Sebastian Bertelsen - 29 Viktor Nevers Pívots - 02 Mads Kragh Thomsen - 06 Jonas Bruus Tidemand - 09 Victor Lyngsø - 13 Mathias Hedegaard - 18 Benjamin Pedersen | Laterales izquierdos - 10 Mathias Majland - 17 Tobias Ellebæk Centrales - 11 Magnus Kronborg - 15 Jens Svane Peschardt - 21 Kristian Stoklund - 28 Lauritz Reinholdt Legér - Viktor Ahlstrand Laterales derechos - 05 Oliver Norlyk - 24 Diogo Silva - 25 Markus Bugge |